# Grangues
Grangues är en kommun i departementet Calvados i regionen Normandie i norra Frankrike. Kommunen ligger i kantonen Dozulé som ligger i arrondissementet Lisieux. År 2022 hade Grangues 289 invånare.

## Befolkningsutveckling
Antalet invånare i kommunen Grangues
Referens: INSEE